# Hệ thống đường cao tốc Việt Nam

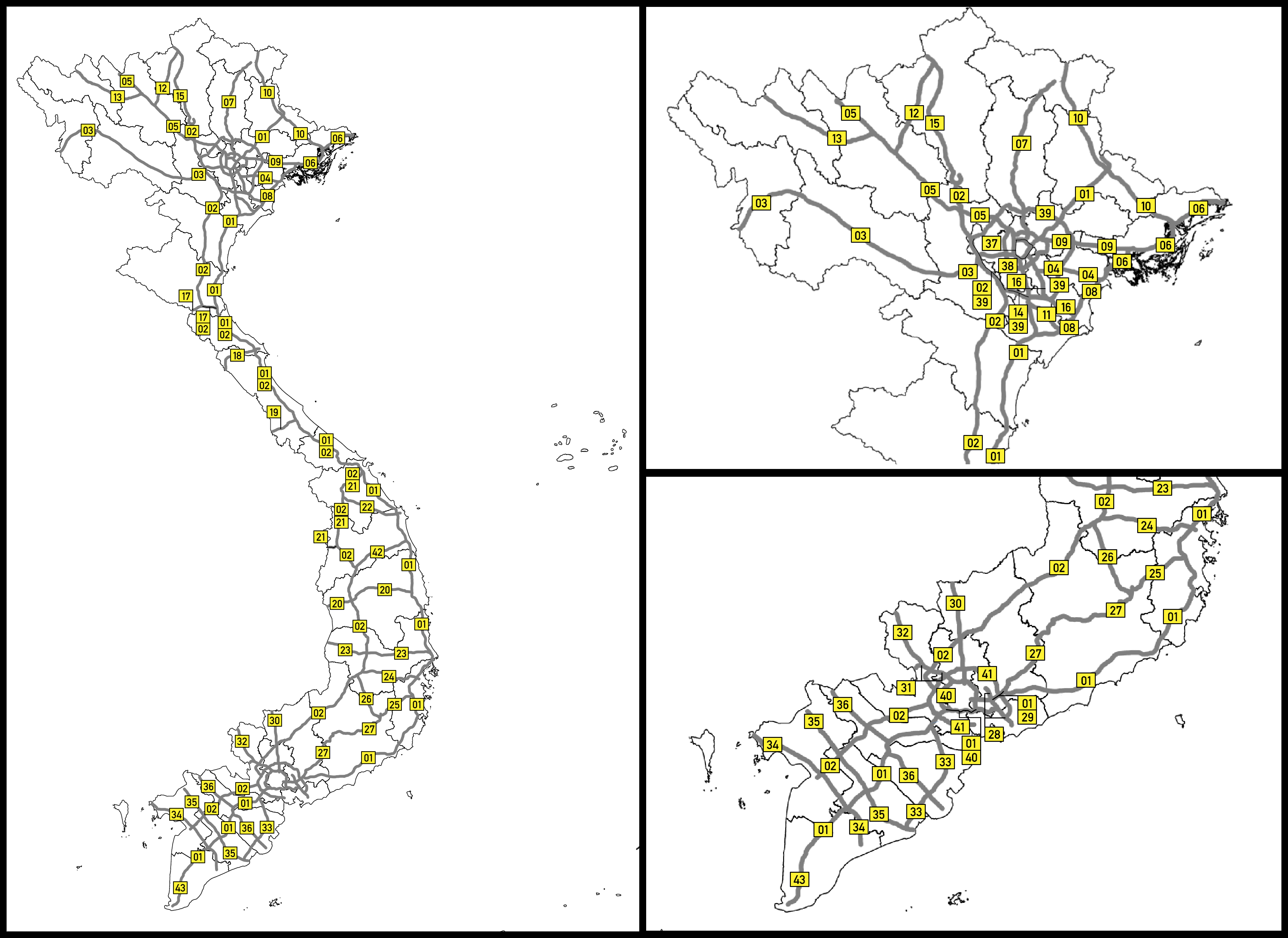
Bản đồ hệ thống đường cao tốc Việt Nam kèm theo kí hiệu tuyến cao tốc tương ứng.

Hệ thống đường cao tốc Việt Nam là một mạng lưới các đường cao tốc kéo dài từ Bắc đến Nam ở Việt Nam và thuộc hệ thống giao thông đường bộ ở Việt Nam. Bắt đầu được xây dựng từ cuối năm 1998 cho đến nay; năm 2024 thì theo tính toán, toàn bộ hệ thống đường cao tốc Việt Nam có quãng đường khoảng 2.021km; dự kiến đến năm 2025, cả nước có khoảng 3.000km và đến năm 2030 cả nước sẽ có khoảng 5.000km. Hiện nay, nhiều đoạn cao tốc đã được xây dựng và đang được vận hành như đường cao tốc Thành phố Hồ Chí Minh – Long Thành – Dầu Giây hoặc đang xây dựng như đường cao tốc Cần Thơ – Cà Mau. Đường cao tốc lớn đi từ Bắc đến Nam là đường cao tốc Bắc – Nam phía Đông (CT. 01) đã được xây dựng nhiều đoạn và nhiều đường cao tốc lớn khác vẫn đang trong quá trình xây dựng.

## Lịch sử
Ý tưởng xây dựng đường cao tốc đã xuất hiện từ khoảng năm 2010 khi số lượng ô tô cá nhân tăng nhanh, trong khi nhiều tuyến quốc lộ như quốc lộ 1, quốc lộ 5, quốc lộ 51, ... đã quá tải. Tuy nhiên, khả năng mở rộng của một số quốc lộ này (đặc biệt các tuyến quốc lộ ở miền Bắc) trở nên hạn chế do người dân sống tập trung hai bên đường nên chi phí giải toả rất lớn, đồng thời một số tuyến quốc lộ có chung hành lang với đường sắt tương ứng; ngoài ra, một số tuyến quốc lộ ở miền núi phía Bắc không thể mở rộng do địa hình. Việc xây dựng hệ thống đường cao tốc ở Việt Nam nhằm tách các xe ô tô, xe khách không dừng và xe tải chạy đường dài ra khỏi luồng giao thông của xe thô sơ, xe 2 – 3 bánh, xe khách đón trả khách thường dọc đường và xe tải, tạo điều kiện cho xe đường dài chạy nhanh hơn và an toàn hơn.
Tiền thân của các tuyến đường cao tốc hiện nay là các tuyến tránh quốc lộ được xây dựng song song với đường chính, nằm ngoài vùng đông dân cư của các thành phố; trong đó, các đoạn tránh quốc lộ 1 cũ đường Pháp Vân – Cầu Giẽ, đoạn Pháp Vân – Bắc Giang và quốc lộ 18 đoạn Nội Bài – Bắc Ninh đều hoàn thành năm 1998. Thời điểm đó, các tuyến đường này đều chỉ là tuyến tránh các quốc lộ tương ứng và không đạt tiêu chuẩn đường cao tốc.
Ngày 3/2/2010, đường cao tốc Thành phố Hồ Chí Minh – Trung Lương đã hoàn thành và đưa vào sử dụng giúp giảm tải cho quốc lộ 1 đoạn Thành phố Hồ Chí Minh – Mỹ Tho. Đây là tuyến đường đầu tiên được công nhận là đường cao tốc ở Việt Nam.
Kể từ sau năm 2010, các tuyến đường cao tốc được triển khai và xây dựng, trong đó, nổi bật nhất là đường cao tốc Bắc – Nam phía Đông, đường cao tốc Hà Nội – Hải Phòng, đường cao tốc Hà Nội – Lào Cai, đường cao tốc Thành phố Hồ Chí Minh – Long Thành – Dầu Giây, ...
Tháng 9/2021, Chính phủ công bố Quy hoạch mạng lưới đường bộ thời kì 2021 – 2030, tầm nhìn đến năm 2050, đã quy hoạch lại hệ thống đường bộ cao tốc. Theo đó, số tuyến đường cao tốc được nâng lên là 41 với tổng chiều dài hơn 9.000km.

## Tiêu chuẩn

### Đường cao tốc

Biển báo tốc độ bắt đầu đường cao tốc

Ngày 31 tháng 3 năm 2024, Bộ GTVT đã ban hành Thông tư số 06/TT–BGTVT "Ban hành Quy chuẩn kĩ thuật quốc gia về đường bộ cao tốc". Quy chuẩn kĩ thuật quốc gia về đường bộ cao tốc có số hiệu là QCVN 115:2024/BGTVT và có hiệu lực thi hành kể từ ngày 1/10/2024 (chi tiết trong TT06/TT–BGTVT)
Theo đó, tốc độ thiết kế cao tốc được phân ra làm 3 cấp như sau:
- Cấp 120 có tốc độ thiết kế là 120km/h.
- Cấp 100 có tốc độ thiết kế là 100km/h.
- Cấp 80 có tốc độ thiết kế là 80km/h, đối với vị trí địa hình đặc biệt khó khăn, yếu tố quốc phòng an ninh khống chế, cho phép áp dụng  tốc độ thiết kế 60km/h.

Theo đó, các tuyến cao tốc đầu tư sau ngày có hiệu lực thi hành phải có tối thiểu 4 làn xe chạy, có làn dừng khẩn cấp liên tục toàn tuyến (trừ các vị trí sau: cầu có khẩu độ nhịp từ 150m trở lên, công trình hầm và cầu có trụ cao từ 50m trở lên, có bố trí làn tăng, giảm tốc và làn phụ leo dốc). Đối với các dự án đã đầu tư trước đó thì tiếp tục đầu tư theo quy mô phân kì.
Đường cao tốc cấp 80 được áp dụng ở những khu vực có địa hình hiểm trở như đồi núi, vùng cao và một số nơi có hạn chế khác như các tuyến: Bắc – Nam phía Tây, Nội Bài – Lào Cai (đoạn Yên Bái – Lào Cai), Đồng Đăng – Trà Lĩnh, Khánh Hoà – Buôn Ma Thuột, Liên Khương – Đà Lạt, ... Còn đường cấp 100 và 120 được áp dụng cho khu vực bằng phẳng như vùng đồng bằng như các tuyến: Bắc – Nam phía Đông, Nội Bài – Lào Cai (đoạn Nội Bài – Yên Bái), Hà Nội – Hải Phòng, Hải Phòng – Móng Cái, Cao Lãnh – An Hữu, Châu Đốc – Cần Thơ – Sóc Trăng, Biên Hoà – Vũng Tàu, ...
Đặc biệt, một số tuyến đường có quy hoạch phân kì giai đoạn đầu khai thác 4 làn xe không có làn dừng khẩn cấp như các tuyến: Tuyên Quang – Phú Thọ, một số đoạn của cao tốc Bắc – Nam phía Đông, ... tốc độ có thể được điều chỉnh lên 90km/h (so với ban đầu là 80km/h) để nâng cao hiệu quả khai thác.

### Kí hiệu

Bảng kí hiệu toàn tuyến của Đường cao tốc Bắc – Nam phía Đông

Biển hiệu được thiết kế trên một tấm khiên hình chữ nhật có nền màu vàng, viền đen và số tuyến đường được hiển thị sau chữ "CT". Biển hiệu thường được hiển thị ở một số vị trí khác nhau. Chúng được hiển thị ở các nút giao giữa cao tốc với các đường quốc lộ vào các đường khác. Thứ hai, chúng được hiển thị tại các bảng chỉ đường đặt ở các nút giao với các đường chính và cao tốc khác để người đi đường có thể biết được hướng các đi và đi theo đường đã chọn. Thứ ba, chúng có thể được hiển thị trên các biển chỉ dẫn màu xanh lá cây lớn cho biết các nút giao thông sắp đến trên đường cao tốc, ngoài ra, việc hiển thị trên các biển chỉ dẫn màu xanh lá cây lớn còn cho biết đã vào hay đi hết đường cao tốc.

## Hệ thống đường cao tốc

### Điều chỉnh quy hoạch

#### Dự thảo năm 2025
Cục Đường bộ Việt Nam (Bộ GTVT) vừa trình Bộ Giao thông Vận tải về dự thảo điều chỉnh quy hoạch mạng lưới đường bộ thời kỳ 2021 – 2030, tầm nhìn đến năm 2050., theo đó bổ sung mới 2 tuyến và điều chỉnh phạm vi 4 tuyến và điều chỉnh tiến trình đầu tư một số đoạn tuyến.
Trong đó, Đường cao tốc Bắc – Nam phía Tây bổ sung quy hoạch thêm hai đoạn cao tốc Chợ Mới – Tuyên Quang, Rạch Sỏi – Cà Mau, dự kiến quy mô các đoạn lên 8 làn xe, ba đoạn Cao Bằng – Chợ Mới sáp nhập thành một phần của đường cao tốc Bắc – Nam phía Tây. Tổng chiều dài dự kiến là 1746 km.
Ngoài ra, còn bổ sung thêm 2 đoạn đường cao tốc Long Thành – Hồ Tràm và Phan Thiết – Đà Lạt – Gia Nghĩa – Cư Jút.
Theo đó, điều chỉnh quy mô đoạn Cầu Phù Đổng (Hà Nội) – Bắc Giang từ 8 lên 10 đến 12 làn xe, đoạn cao tốc Đường cao tốc Thành phố Hồ Chí Minh – Long Thành – Dầu Giây đoạn Cẩm Mỹ – (Dầu Giây) từ 6 lên 10 đến 12 làn xe, đoạn cao tốc Cần Thơ – Cà Mau từ 4 lên 6 làn xe.
Việc điều chỉnh quy mô này trên cơ sở cập nhật Quy hoạch tổng thể quốc gia về tốc độ tăng trưởng GDP, nhu cầu vận tải tăng; định hướng phát triển vùng, ưu tiên xây dựng các tuyến cao tốc kết nối Hà Nội, TPHCM, Cần Thơ với các địa phương trong và ngoài vùng; cập nhật định hướng Hà Nội, TPHCM, Cần Thơ là các cực tăng trưởng vùng động lực phía Bắc, phía Nam, đồng bằng sông Cửu Long.
Các tuyến cao tốc trên có lưu lượng xe, nhu cầu vận tải lớn, cửa ngõ kết nối Hà Nội, TPHCM, Cần Thơ với các địa phương. Vì vậy, cần thiết điều chỉnh các đoạn Bắc Giang – Cầu Phù Đổng, Pháp Vân – Phú Thứ, Bến Lức – Trung Lương, TPHCM – Long Thành – Dầu Giây đoạn Cẩm Mỹ – Dầu Giây lên quy mô lên 10–12 làn xe, đoạn Cần Thơ – Cà Mau lên quy mô lên 6 làn xe để đáp ứng nhu cầu phát triển khu vực trong tương lai.
Tương tự, cao tốc Nội Bài – Bắc Ninh – Hạ Long được điều chỉnh quy mô từ 4 lên 6 làn xe với lý do là một trong hai tuyến cao tốc trên hành lang kinh tế Lào Cai – Hà Nội – Hải Phòng – Quảng Ninh, do vậy trên cơ sở vùng phát triển và hành lang kinh tế ưu tiên cần thiết điều chỉnh quy mô đường cao tốc Nội Bài – Bắc Ninh – Hạ Long.
Tại phía Bắc, tuyến cao tốc Ninh Bình – Hải Phòng dài 117 km được đề xuất điều chỉnh quy hoạch từ 4 lên 6 làn xe; tuyến Nội Bài – Bắc Ninh – Hạ Long mở rộng lên 6 làn xe và được đầu tư trước năm 2030.
Bên cạnh việc điều chỉnh quy mô, dự thảo quy hoạch cũng bổ sung quy hoạch mới 2 tuyến cao tốc là Cà Mau – Đất Mũi và Quảng Ngãi – Kon Tum.
Ngoài ra, dự thảo quy hoạch kéo dài tuyến cao tốc Nha Trang – Đà Lạt đến thành phố Gia Nghĩa tỉnh Đắk Nông.
Đoạn Cà Mau – Đất Mũi dài 90 km, quy mô 4 làn xe, đầu tư sau năm 2030. Nếu được đưa vào quy hoạch, tạm thời chưa đưa vào hệ thống đường cao tốc Bắc – Nam phía Đông để tránh ảnh hưởng đến mục tiêu hoàn thành toàn tuyến vào giai đoạn 2025.
Để tránh ảnh hưởng đầu tư đường cao tốc Bắc – Nam phía Tây đầu tư sau năm 2030, hai đoạn cao tốc Chợ Mới – Tuyên Quang và Rạch Sỏi – Cà Mau được tách ra thành tuyến cao tốc độc lập với 2 ký hiệu là CT.44 và CT.45, riêng đoạn Cao Bằng – Chợ Mới giữ nguyên quy hoạch với ký hiệu CT.07. Hai đoạn cao tốc đều quy mô 4 làn xe, đầu tư sau năm 2030.
Với khu vực miền Trung – Tây Nguyên, cơ quan soạn thảo đề xuất bổ sung vào quy hoạch đoạn cao tốc Quảng Ngãi – Kon Tum dài 136 km, quy mô 4 làn xe. Cao tốc này có điểm đầu tại Thị xã Đức Phổ (Quảng Ngãi), điểm cuối tại TP. Kon Tum, dự kiến đầu tư trước năm 2030.
Ngoài ra, một số tuyến cao tốc được điều chỉnh phạm vi gồm: Cao tốc Ninh Bình – Hải Phòng, cao tốc Cam Lộ – Lao Bảo, cao tốc Quy Nhơn – Pleiku, cao tốc Quảng Nam – Quảng Ngãi và cao tốc TPHCM – Mộc Bài.
Cao tốc Ninh Bình – Hải Phòng được điều chỉnh điểm đầu từ TP Ninh Bình thành huyện Yên Mô (phía Nam TP Hoa Lư), chiều dài tuyến cao tốc sau khi điều chỉnh khoảng 117 km. Cao tốc Cam Lộ – Lao Bảo được điều chỉnh điểm đầu từ TP Đông Hà (Quảng Trị) thành huyện Triệu Phong, chiều dài tuyến cao tốc sau khi điều chỉnh khoảng 56 km.
Cao tốc Quy Nhơn – Pleiku điều chỉnh điểm đầu từ cảng Nhơn Hội, tỉnh Bình Định thành thị xã An Nhơn, tỉnh Bình Định. Chiều dài tuyến cao tốc sau khi điều chỉnh khoảng 123 km. Cao tốc TP Hồ Chí Minh – Mộc Bài được điều chỉnh điểm cuối từ cửa khẩu Mộc Bài thành huyện Bến Cầu (tỉnh Tây Ninh).
Cao tốc Quảng Nam – Quảng Ngãi điều chỉnh điểm cuối từ huyện Nam Trà My (giao với ) thành huyện Phước Sơn (giao với ). Chiều dài tuyến cao tốc sau khi điều chỉnh khoảng 114 km.
Cục Đường bộ Việt Nam cũng đề xuất điều chỉnh tiến trình đầu tư một số đoạn tuyến cao tốc Cao tốc Bắc – Nam phía Tây đoạn Ngọc Hồi – Gia Nghĩa trước năm 2030 về sau năm 2030.
Các tuyến cao tốc điều chỉnh tiến trình đầu tư sau năm 2030 thành trước năm 2030 như: Sơn La – Điện Biên, Bắc Kạn – Cao Bằng, Tuyên Quang – Hà Giang, Quy Nhơn – Pleiku – Lệ Thanh đoạn Quy Nhơn – Pleiku, Gò Dầu – Xa Mát, Hồng Ngự (Đồng Tháp) – Trà Vinh đoạn cửa khẩu Dinh Bà (Đồng Tháp) – Cao Lãnh và đoạn An Hữu (Tiền Giang) – Trà Vinh.
Ngoài ra, Cục Đường bộ Việt Nam cũng đề xuất điều chỉnh tiến trình đầu tư sau năm 2030 thành trước năm 2030 như Quảng Ninh – Lạng Sơn – Cao Bằng đoạn Tiên Yên – Đồng Đăng, Hưng Yên – Thái Bình, Thành phố Hồ Chí Minh – Chơn Thành – Hoa Lư đoạn Chơn Thành – Hoa Lư, Quy Nhơn – Pleiku – Lệ Thanh đoạn Pleiku – Lệ Thanh, Quảng Nam – Quảng Ngãi, Phú Yên – Đắk Lắk, Liên Khương – Buôn Ma Thuột.
Cục Đường bộ Việt Nam cũng đề xuất điều chỉnh tiến trình đầu tư một số đoạn tuyến cao tốc Vành đai 5 (Hà Nội) và Vành đai 3 (Hà Nội) đoạn Ninh Hiệp – Bắc Thăng Long trước năm 2030 về sau năm 2030 (riêng đoạn qua tỉnh Phú Thọ vẫn tiến trình đầu tư trước năm 2030).
Với dự thảo, hệ thống cao tốc trên cả nước sẽ có 47 tuyến với tổng chiều dài 10.041 km, hiện nay quy hoạch là 9.014 km.

#### Quyết định điều chỉnh năm 2025
Ngày 3 tháng 1 năm 2025, Thủ tướng Chính phủ ra quyết định 12/QĐ–TTg điều chỉnh quy hoạch mạng lưới đường cao tốc. Qua đó:
- Điều chỉnh quy mô của phân đoạn Bắc Giang – Cầu Phù Đổng, Pháp Vân – Cầu Giẽ, Cầu Giẽ – Phú Thứ, Bến Lức – Trung Lương, Cần Thơ – Cà Mau thuộc tuyến , đoạn Cẩm Mỹ – Dầu Giây thuộc tuyến  và toàn bộ tuyến .
- Điều chỉnh tiến trình đầu tư cho phận đoạn Ngọc Hồi – Gia Nghĩa thuộc tuyến , phận đoạn Sơn La – Điện Biên thuộc tuyến , phân đoạn Bắc Kạn – Cao Bằng thuộc tuyến , phân đoạn Tiên Yên – Đồng Đăng thuộc tuyến , phân đoạn Chơn Thành – Hoa Lư thuộc tuyến , phân đoạn Dinh Bà – Cao Lãnh, An Hữu – Trà Vinh thuộc tuyến  và toàn bộ các tuyến , , , , , , , , ,
- Thêm 2 tuyến mới Quảng Ngãi – Kon Tum () và Cà Mau – Đất Mũi ().

### Quy hoạch đường cao tốc hiện hữu từ năm 2025
Đây là danh sách tất cả đường cao tốc của Việt Nam, bao gồm các đường cao tốc lớn và những đường cao tốc nhỏ thuộc đường cao tốc lớn hơn, theo quy hoạch vào năm 2021 và điều chỉnh quy hoạch vào năm 2025.
Một số đường cao tốc của Việt Nam được chỉ định tham gia mạng lưới đường bộ Xuyên Á, bao gồm: 
- AH21:

#### Hệ thống Đường cao tốc Bắc – Nam
| Ký hiệu                                         | Tuyến cao tốc                                   | Các đoạn tuyến                     | Điểm đầu                       | Điểm cuối                       | Chiều dài dự kiến (km) | Quy mô (làn xe)                | Trạng thái | Bổ trợ cho                     |
| ----------------------------------------------- | ----------------------------------------------- | ---------------------------------- | ------------------------------ | ------------------------------- | ---------------------- | ------------------------------ | --- | ------------------------------ |
|                                                 | Bắc – Nam phía Đông                             |                                    | Lạng Sơn                       | Cà Mau                          | 2.063                  |                                | Đã hoàn thành nhiều đoạn | , Quốc lộ Quản Lộ – Phụng Hiệp |
| Phân đoạn của Đường cao tốc Bắc – Nam phía Đông | Phân đoạn của Đường cao tốc Bắc – Nam phía Đông | Hữu Nghị – Chi Lăng                | Cửa khẩu Hữu Nghị (Lạng Sơn)   | Chi Lăng (Lạng Sơn)             | 43                     | 6+2                            | Đang thi công |                                |
| Phân đoạn của Đường cao tốc Bắc – Nam phía Đông | Phân đoạn của Đường cao tốc Bắc – Nam phía Đông | Chi Lăng – Bắc Giang               | Chi Lăng                       | TP. Bắc Giang (Bắc Ninh)        | 64                     | 6+2                            | Đang khai thác giai đoạn 1 (4+2 làn xe)                                                                                       |                                |
| Phân đoạn của Đường cao tốc Bắc – Nam phía Đông | Phân đoạn của Đường cao tốc Bắc – Nam phía Đông | Bắc Giang – Phù Đổng               |                                |                                 | 46                     |                                | |                                |
| Phân đoạn của Đường cao tốc Bắc – Nam phía Đông | Phân đoạn của Đường cao tốc Bắc – Nam phía Đông | Bắc Giang – Vành Đai 4             | TP. Bắc Giang                  | Vành Đai 4 (Bắc Ninh)           | 26                     | 12+2                           | Đang khai thác giai đoạn 1 (4+2 làn xe), trùng với Khởi công mở rộng năm 2026                                                 |                                |
| Phân đoạn của Đường cao tốc Bắc – Nam phía Đông | Phân đoạn của Đường cao tốc Bắc – Nam phía Đông | Vành Đai 4 – Phù Đổng              | Vành Đai 4                     | Cầu Phù Đổng (Hà Nội)           | 20                     | 10+2                           | Đang khai thác giai đoạn 1 (4+2 làn xe), trùng với Khởi công mở rộng năm 2026                                                 |                                |
| Phân đoạn của Đường cao tốc Bắc – Nam phía Đông | Phân đoạn của Đường cao tốc Bắc – Nam phía Đông | Phù Đổng – Pháp Vân                | Cầu Phù Đổng                   | Nút giao Pháp Vân (Hà Nội)      | 14                     | 8+2 (tính cả làn xe dưới thấp) | Đang khai thác Trùng và | , Vành đai 2 (Hà Nội)          |
| Phân đoạn của Đường cao tốc Bắc – Nam phía Đông | Phân đoạn của Đường cao tốc Bắc – Nam phía Đông | Pháp Vân – Cầu Giẽ                 |                                |                                 | 30                     |                                | |                                |
| Phân đoạn của Đường cao tốc Bắc – Nam phía Đông | Phân đoạn của Đường cao tốc Bắc – Nam phía Đông | Pháp Vân – Vành Đai 4              | Nút giao Pháp Vân              | Vành Đai 4                      | 9                      | 12+2                           | Đang khai thác giai đoạn 2 (6+2 làn xe) Khởi công mở rộng năm 2026                                                            |                                |
| Phân đoạn của Đường cao tốc Bắc – Nam phía Đông | Phân đoạn của Đường cao tốc Bắc – Nam phía Đông | Vành Đai 4 – Cầu Giẽ               | Vành Đai 4                     | Cầu Giẽ (Hà Nội)                | 21                     | 10+2                           | Đang khai thác giai đoạn 2 (6+2 làn xe) Khởi công mở rộng năm 2026                                                            |                                |
| Phân đoạn của Đường cao tốc Bắc – Nam phía Đông | Phân đoạn của Đường cao tốc Bắc – Nam phía Đông | Cầu Giẽ – Cao Bồ                   |                                |                                 | 50                     |                                | |                                |
| Phân đoạn của Đường cao tốc Bắc – Nam phía Đông | Phân đoạn của Đường cao tốc Bắc – Nam phía Đông | Cầu Giẽ – Phú Thứ                  | Cầu Giẽ                        | Phú Thứ (Ninh Bình)             | 20                     | 10+2                           | Đang khai thác giai đoạn 1 (4+2 làn xe) Khởi công mở rộng trong năm 2026                                                      |                                |
| Phân đoạn của Đường cao tốc Bắc – Nam phía Đông | Phân đoạn của Đường cao tốc Bắc – Nam phía Đông | Phú Thứ – Cao Bồ                   | Phú Thứ                        | Cao Bồ (Ninh Bình)              | 30                     | 6+2                            | Đang khai thác giai đoạn 1 (4+2 làn xe) Khởi công mở rộng trong năm 2026                                                      |                                |
| Phân đoạn của Đường cao tốc Bắc – Nam phía Đông | Phân đoạn của Đường cao tốc Bắc – Nam phía Đông | Cao Bồ – Mai Sơn                   | Cao Bồ                         | Mai Sơn (Ninh Bình)             | 15                     | 6+2                            | Đang khai thác giai đoạn 1 (4 làn xe) Đang thi công mở rộng                                                                   |                                |
| Phân đoạn của Đường cao tốc Bắc – Nam phía Đông | Phân đoạn của Đường cao tốc Bắc – Nam phía Đông | Mai Sơn – Quốc lộ 45               | Mai Sơn                        | Quốc lộ 45 (Thanh Hóa)          | 63                     | 6+2                            | Đang khai thác giai đoạn 1 (4 làn xe)                                                                                         |                                |
| Phân đoạn của Đường cao tốc Bắc – Nam phía Đông | Phân đoạn của Đường cao tốc Bắc – Nam phía Đông | Quốc lộ 45 – Nghi Sơn              | Quốc lộ 45                     | Nghi Sơn (Thanh Hoá)            | 43                     | 6+2                            | Đang khai thác giai đoạn 1 (4 làn xe)                                                                                         |                                |
| Phân đoạn của Đường cao tốc Bắc – Nam phía Đông | Phân đoạn của Đường cao tốc Bắc – Nam phía Đông | Nghi Sơn – Diễn Châu               | Nghi Sơn                       | Diễn Châu (Nghệ An)             | 50                     | 6+2                            | Đang khai thác giai đoạn 1 (4 làn xe)                                                                                         |                                |
| Phân đoạn của Đường cao tốc Bắc – Nam phía Đông | Phân đoạn của Đường cao tốc Bắc – Nam phía Đông | Diễn Châu – Bãi Vọt                | Diễn Châu                      | Bãi Vọt (Hà Tĩnh)               | 49                     | 6+2                            | Đang khai thác giai đoạn 1 (4 làn xe)                                                                                         | ,                              |
| Phân đoạn của Đường cao tốc Bắc – Nam phía Đông | Phân đoạn của Đường cao tốc Bắc – Nam phía Đông | Bãi Vọt – Hàm Nghi                 | Bãi Vọt                        | Hàm Nghi (Hà Tĩnh)              | 36                     | 6+2                            | Đang khai thác giai đoạn 1 (4 làn xe)                                                                                         | ,                              |
| Phân đoạn của Đường cao tốc Bắc – Nam phía Đông | Phân đoạn của Đường cao tốc Bắc – Nam phía Đông | Hàm Nghi – Vũng Áng                | Hàm Nghi                       | Vũng Áng (Hà Tĩnh)              | 54                     | 6+2                            | Đang khai thác giai đoạn 1 (4 làn xe)                                                                                         | ,                              |
| Phân đoạn của Đường cao tốc Bắc – Nam phía Đông | Phân đoạn của Đường cao tốc Bắc – Nam phía Đông | Vũng Áng – Bùng                    | Vũng Áng                       | Bùng (Quảng Trị)                | 58                     | 6+2                            | Đang khai thác giai đoạn 1 (4 làn xe)                                                                                         | ,                              |
| Phân đoạn của Đường cao tốc Bắc – Nam phía Đông | Phân đoạn của Đường cao tốc Bắc – Nam phía Đông | Bùng – Vạn Ninh                    | Bùng                           | Vạn Ninh (Quảng Trị)            | 51                     | 6+2                            | Đang khai thác giai đoạn 1 (4 làn xe)                                                                                         | ,                              |
| Phân đoạn của Đường cao tốc Bắc – Nam phía Đông | Phân đoạn của Đường cao tốc Bắc – Nam phía Đông | Vạn Ninh – Cam Lộ                  | Vạn Ninh                       | Cam Lộ (Quảng Trị)              | 68                     | 6+2                            | Đang khai thác giai đoạn 1 (4 làn xe)                                                                                         | ,                              |
| Phân đoạn của Đường cao tốc Bắc – Nam phía Đông | Phân đoạn của Đường cao tốc Bắc – Nam phía Đông | Cam Lộ – La Sơn                    | Cam Lộ                         | Ngã ba La Sơn (TP. Huế)         | 98                     | 6+2                            | Đang khai thác giai đoạn 1 (2+2 làn xe) khởi công mở rông trong năm 2025                                                      | ,                              |
| Phân đoạn của Đường cao tốc Bắc – Nam phía Đông | Phân đoạn của Đường cao tốc Bắc – Nam phía Đông | La Sơn – Hòa Liên                  | La Sơn                         | Hòa Liên (TP. Đà Nẵng)          | 66                     | 6+2                            | Đang khai thác giai đoạn 1 (2+2 làn xe) Đang thi công mở rộng                                                                 | ,                              |
| Phân đoạn của Đường cao tốc Bắc – Nam phía Đông | Phân đoạn của Đường cao tốc Bắc – Nam phía Đông | Hòa Liên – Túy Loan                | Hòa Liên                       | Nút giao Túy Loan (TP. Đà Nẵng) | 12                     | 6+2                            | Đang thi công Trùng với (tuyến tránh Nam Hải Vân)                                                                             | ,                              |
| Phân đoạn của Đường cao tốc Bắc – Nam phía Đông | Phân đoạn của Đường cao tốc Bắc – Nam phía Đông | Đà Nẵng – Quảng Ngãi               |                                |                                 | 127                    |                                | Đang khai thác giai đoạn 1 (4+2 làn xe)                                                                                       |                                |
| Phân đoạn của Đường cao tốc Bắc – Nam phía Đông | Phân đoạn của Đường cao tốc Bắc – Nam phía Đông | Đà Nẵng – Tam Kỳ                   | Nút giao Túy Loan              | Tam Kỳ (Đà Nẵng)                | 65                     | 12+2                           | Đang khai thác giai đoạn 1 (4+2 làn xe)                                                                                       |                                |
| Phân đoạn của Đường cao tốc Bắc – Nam phía Đông | Phân đoạn của Đường cao tốc Bắc – Nam phía Đông | Tam Kỳ – Quảng Ngãi                | Tam Kỳ (Đà Nẵng)               | TP. Quảng Ngãi (Quảng Ngãi)     | 62                     | 10+2                           | Đang khai thác giai đoạn 1 (4+2 làn xe)                                                                                       |                                |
| Phân đoạn của Đường cao tốc Bắc – Nam phía Đông | Phân đoạn của Đường cao tốc Bắc – Nam phía Đông | Quảng Ngãi – Hoài Nhơn             | TP. Quảng Ngãi                 | Hoài Nhơn (Gia Lai)             | 88                     | 6+2                            | Đang thi công |                                |
| Phân đoạn của Đường cao tốc Bắc – Nam phía Đông | Phân đoạn của Đường cao tốc Bắc – Nam phía Đông | Hoài Nhơn – Quy Nhơn               | Hoài Nhơn                      | TP. Quy Nhơn (Gia Lai)          | 69                     | 6+2                            | Đang thi công |                                |
| Phân đoạn của Đường cao tốc Bắc – Nam phía Đông | Phân đoạn của Đường cao tốc Bắc – Nam phía Đông | Quy Nhơn – Chí Thạnh               | TP. Quy Nhơn                   | Chí Thạnh (Đắk Lắk)             | 68                     | 6+2                            | Đang khai thác hầm Cù Mông (đi trùng với ), các đoạn còn lại đang thi công                                                    |                                |
| Phân đoạn của Đường cao tốc Bắc – Nam phía Đông | Phân đoạn của Đường cao tốc Bắc – Nam phía Đông | Chí Thạnh – Vân Phong              | Chí Thạnh                      | Vân Phong (Khánh Hòa)           | 51                     | 6+2                            | Đang thi công |                                |
| Phân đoạn của Đường cao tốc Bắc – Nam phía Đông | Phân đoạn của Đường cao tốc Bắc – Nam phía Đông | Hầm Đèo Cả, Hầm Cổ Mã và đường dẫn | Phú Yên                        | Khánh Hòa                       | 14                     | 4 (phần hầm) 6+2 (đường dẫn)   | Đang khai thác giai đoạn 1 (4 làn xe), đi trùng                                                                               |                                |
| Phân đoạn của Đường cao tốc Bắc – Nam phía Đông | Phân đoạn của Đường cao tốc Bắc – Nam phía Đông | Vân Phong – Nha Trang              | Vân Phong                      | TP. Nha Trang (Khánh Hòa)       | 83                     | 6+2                            | Đang khai thác giai đoạn 1 (4 làn xe)                                                                                         |                                |
| Phân đoạn của Đường cao tốc Bắc – Nam phía Đông | Phân đoạn của Đường cao tốc Bắc – Nam phía Đông | Nha Trang – Cam Lâm                | TP. Nha Trang                  | Cam Lâm (Khánh Hòa)             | 49                     | 6+2                            | Đang khai thác giai đoạn 1 (4 làn xe)                                                                                         |                                |
| Phân đoạn của Đường cao tốc Bắc – Nam phía Đông | Phân đoạn của Đường cao tốc Bắc – Nam phía Đông | Cam Lâm – Vĩnh Hảo                 | Cam Lâm                        | Vĩnh Hảo (Lâm Đồng)             | 79                     | 6+2                            | Đang khai thác giai đoạn 1 (4 làn xe)                                                                                         |                                |
| Phân đoạn của Đường cao tốc Bắc – Nam phía Đông | Phân đoạn của Đường cao tốc Bắc – Nam phía Đông | Vĩnh Hảo – Phan Thiết              | Vĩnh Hảo                       | TP. Phan Thiết (Lâm Đồng)       | 101                    | 6+2                            | Đang khai thác giai đoạn 1 (4 làn xe)                                                                                         |                                |
| Phân đoạn của Đường cao tốc Bắc – Nam phía Đông | Phân đoạn của Đường cao tốc Bắc – Nam phía Đông | Phan Thiết – Dầu Giây              | TP. Phan Thiết                 | Dầu Giây (Đồng Nai)             | 99                     | 6+2                            | Đang khai thác giai đoạn 1 (4+2 làn xe)                                                                                       |                                |
| Phân đoạn của Đường cao tốc Bắc – Nam phía Đông | Phân đoạn của Đường cao tốc Bắc – Nam phía Đông | Dầu Giây – Long Thành              | Dầu Giây                       | Long Thành (Đồng Nai)           | 21                     | 10+2                           | Đang khai thác giai đoạn 1 (4+2 làn xe) Trùng Khởi công nâng cấp trong năm 2025                                               |                                |
| Phân đoạn của Đường cao tốc Bắc – Nam phía Đông | Phân đoạn của Đường cao tốc Bắc – Nam phía Đông | Long Thành – Bến Lức               | Long Thành                     | Bến Lức (Tây Ninh)              | 58                     | 8+2                            | Đang khai thác đoạn gói A1, A2, A3, A4, A6, A7 Đã hoàn thành gói A5, J2 Đang thi công gói J1, J3 Có 1 đoạn đi trùng           | , Vành đai 2 (TP.HCM)          |
| Phân đoạn của Đường cao tốc Bắc – Nam phía Đông | Phân đoạn của Đường cao tốc Bắc – Nam phía Đông | Bến Lức – Trung Lương              |                                |                                 | 40                     |                                | |                                |
| Phân đoạn của Đường cao tốc Bắc – Nam phía Đông | Phân đoạn của Đường cao tốc Bắc – Nam phía Đông | Bến Lức – Vành Đai 4               | Vành Đai 3 (Mỹ Yên, Bến Lức)   | Vành Đai 4 (An Thạnh, Bến Lức)  | 8                      | 12+2                           | Đang khai thác giai đoạn 1 (4+2 làn xe) Khởi công nâng cấp trong năm 2025                                                     |                                |
| Phân đoạn của Đường cao tốc Bắc – Nam phía Đông | Phân đoạn của Đường cao tốc Bắc – Nam phía Đông | Vành Đai 4 – Trung Lương           | Vành Đai 4 (An Thạnh, Bến Lức) | Trung Lương (Đồng Tháp)         | 32                     | 10+2                           | Đang khai thác giai đoạn 1 (4+2 làn xe) Khởi công nâng cấp trong năm 2025                                                     |                                |
| Phân đoạn của Đường cao tốc Bắc – Nam phía Đông | Phân đoạn của Đường cao tốc Bắc – Nam phía Đông | Trung Lương – Mỹ Thuận             | Trung Lương                    | Mỹ Thuận (Đồng Tháp)            | 51                     | 6+2                            | Đang khai thác giai đoạn 1 (4 làn xe) có 1 đoạn đi trùng với Khởi công nâng cấp trong năm 2025                                |                                |
| Phân đoạn của Đường cao tốc Bắc – Nam phía Đông | Phân đoạn của Đường cao tốc Bắc – Nam phía Đông | Cầu Mỹ Thuận 2 và đường dẫn        | Mỹ Thuận                       | (Vĩnh Long)                     | 7                      | 4 (phần cầu) 6+2 (đường dẫn)   | Đang khai thác giai đoạn 1 (4+2 làn xe) Trùng với                                                                             |                                |
| Phân đoạn của Đường cao tốc Bắc – Nam phía Đông | Phân đoạn của Đường cao tốc Bắc – Nam phía Đông | Mỹ Thuận – Cần Thơ                 |                                | Cầu Chà Và Lớn (Vĩnh Long)      | 23                     | 6+2                            | Đang khai thác giai đoạn 1 (4 làn xe) có 1 đoạn đi trùng với                                                                  |                                |
| Phân đoạn của Đường cao tốc Bắc – Nam phía Đông | Phân đoạn của Đường cao tốc Bắc – Nam phía Đông | Cầu Cần Thơ 2 và đường dẫn         | Cầu Chà Và Lớn                 | (TP. Cần Thơ)                   | 15                     | 4 (phần cầu) 6+2 (đường dẫn)   | Dự kiến khởi công trước năm 2030                                                                                              |                                |
| Phân đoạn của Đường cao tốc Bắc – Nam phía Đông | Phân đoạn của Đường cao tốc Bắc – Nam phía Đông | Cần Thơ – Cà Mau                   |                                |                                 | 109                    |                                | |                                |
| Phân đoạn của Đường cao tốc Bắc – Nam phía Đông | Phân đoạn của Đường cao tốc Bắc – Nam phía Đông | Cần Thơ – Hậu Giang                |                                | (Hậu Giang)                     | 37                     | 6+2                            | Đang thi công |                                |
| Phân đoạn của Đường cao tốc Bắc – Nam phía Đông | Phân đoạn của Đường cao tốc Bắc – Nam phía Đông | Hậu Giang – Cà Mau                 |                                | TP. Cà Mau (Cà Mau)             | 72                     | 6+2                            | Đang thi công | , Đường Quản Lộ – Phụng Hiệp   |
|                                                 | Bắc – Nam phía Tây                              |                                    | Tuyên Quang                    | Kiên Giang                      | 1.205                  |                                | Đã hoàn thành nhiều đoạn | ,                              |
| Phân đoạn của Đường cao tốc Bắc – Nam phía Tây  | Phân đoạn của Đường cao tốc Bắc – Nam phía Tây  | Tuyên Quang – Phú Thọ              | TP. Tuyên Quang (Tuyên Quang)  | Phú Thọ                         | 40                     | 4+2                            | Đang khai thác giai đoạn 1 (4 làn xe)                                                                                         | ,                              |
| Phân đoạn của Đường cao tốc Bắc – Nam phía Tây  | Phân đoạn của Đường cao tốc Bắc – Nam phía Tây  | Phú Thọ – Ba Vì                    |                                |                                 | 55                     |                                | | ,                              |
| Phân đoạn của Đường cao tốc Bắc – Nam phía Tây  | Phân đoạn của Đường cao tốc Bắc – Nam phía Tây  | Phú Thọ – Cổ Tiết                  | Phú Thọ                        | Tam Nông (Phú Thọ)              | 21                     | 6+2                            | Đang khai thác tiền cao tốc (2+2 làn xe)                                                                                      | ,                              |
| Phân đoạn của Đường cao tốc Bắc – Nam phía Tây  | Phân đoạn của Đường cao tốc Bắc – Nam phía Tây  | Cổ Tiết – Ba Vì                    | Tam Nông                       | Ba Vì (Hà Nội)                  | 34                     | 6+2                            | Dự kiến khởi công trước năm 2030                                                                                              | ,                              |
| Phân đoạn của Đường cao tốc Bắc – Nam phía Tây  | Phân đoạn của Đường cao tốc Bắc – Nam phía Tây  | Ba Vì – Chợ Bến                    | Ba Vì                          | Chợ Bến (Phú Thọ)               | 57                     | 6+2                            | Dự kiến khởi công trước năm 2030, đi trùng                                                                                    | ,                              |
| Phân đoạn của Đường cao tốc Bắc – Nam phía Tây  | Phân đoạn của Đường cao tốc Bắc – Nam phía Tây  | Chợ Bến – Thạch Quảng              | Chợ Bến (Hòa Bình)             | Thạch Quảng (Thanh Hóa)         | 62                     | 4+2                            | Dự kiến khởi công sau năm 2030                                                                                                | ,                              |
| Phân đoạn của Đường cao tốc Bắc – Nam phía Tây  | Phân đoạn của Đường cao tốc Bắc – Nam phía Tây  | Thạch Quảng – Tân Kỳ               | Thạch Quảng                    | Tân Kỳ (Nghệ An)                | 173                    | 4+2                            | Dự kiến khởi công sau năm 2030                                                                                                | ,                              |
| Phân đoạn của Đường cao tốc Bắc – Nam phía Tây  | Phân đoạn của Đường cao tốc Bắc – Nam phía Tây  | Tân Kỳ – Tri Lễ                    | Tân Kỳ                         | Tri Lễ (Nghệ An)                | 19                     | 4+2                            | Dự kiến khởi công sau năm 2030                                                                                                | ,                              |
| Phân đoạn của Đường cao tốc Bắc – Nam phía Tây  | Phân đoạn của Đường cao tốc Bắc – Nam phía Tây  | Tri Lễ – Rộ                        | Tri Lễ                         | Cầu Rộ (Nghệ An)                | 40                     | 4+2                            | Dự kiến khởi công sau năm 2030                                                                                                | ,                              |
| Phân đoạn của Đường cao tốc Bắc – Nam phía Tây  | Phân đoạn của Đường cao tốc Bắc – Nam phía Tây  | Rộ – Vinh                          | Cầu Rộ                         | TP. Vinh (Nghệ An)              | Đi trùng               | Đi trùng                       | Đi trùng | , , QL.46C,                    |
| Phân đoạn của Đường cao tốc Bắc – Nam phía Tây  | Phân đoạn của Đường cao tốc Bắc – Nam phía Tây  | Vinh – Túy Loan                    | TP. Vinh                       | Nút giao Túy Loan (TP. Đà Nẵng) | Đi trùng               | Đi trùng                       | Đi trùng | ,                              |
| Phân đoạn của Đường cao tốc Bắc – Nam phía Tây  | Phân đoạn của Đường cao tốc Bắc – Nam phía Tây  | Túy Loan – Ngọc Hồi                | Nút giao Túy Loan (Đà Nẵng)    | Ngọc Hồi (Quảng Ngãi)           | Đi trùng               | Đi trùng                       | Đi trùng | ,                              |
| Phân đoạn của Đường cao tốc Bắc – Nam phía Tây  | Phân đoạn của Đường cao tốc Bắc – Nam phía Tây  | Ngọc Hồi – Pleiku                  | Ngọc Hồi                       | TP. Pleiku (Gia Lai)            | 90                     | 6+2                            | Đang khai thác đoạn đường tránh Pieiku, Kon Tum, các đoạn còn lại dự kiến khởi công sau 2030                                  | ,                              |
| Phân đoạn của Đường cao tốc Bắc – Nam phía Tây  | Phân đoạn của Đường cao tốc Bắc – Nam phía Tây  | Pleiku – Buôn Ma Thuột             | TP. Pleiku                     | TP. Buôn Ma Thuột (Đắk Lắk)     | 160                    | 6+2                            | Đang khai thác đoạn đường tránh Buôn Ma Thuột, Buôn Hồ, Ea’H Leo, Chư Sê, Pieiku, các đoạn còn lại dự kiến khởi công sau 2030 | ,                              |
| Phân đoạn của Đường cao tốc Bắc – Nam phía Tây  | Phân đoạn của Đường cao tốc Bắc – Nam phía Tây  | Buôn Ma Thuột – Gia Nghĩa          | TP. Buôn Ma Thuột              | TP. Gia Nghĩa (Lâm Đồng)        | 105                    | 6+2                            | Đang khai thác đoạn đường tránh Buôn Ma Thuột, các đoạn còn lại dự kiến khởi công sau 2030                                    | ,                              |
| Phân đoạn của Đường cao tốc Bắc – Nam phía Tây  | Phân đoạn của Đường cao tốc Bắc – Nam phía Tây  | Gia Nghĩa – Chơn Thành             | TP. Gia Nghĩa                  | Chơn Thành (Đồng Nai)           | 140                    | 6+2                            | Đang thi công | ,                              |
| Phân đoạn của Đường cao tốc Bắc – Nam phía Tây  | Phân đoạn của Đường cao tốc Bắc – Nam phía Tây  | Chơn Thành – Đức Hòa               | Chơn Thành                     | Đức Hòa (Tây Ninh)              | 84                     | 6+2                            | Đang thi công | ,                              |
| Phân đoạn của Đường cao tốc Bắc – Nam phía Tây  | Phân đoạn của Đường cao tốc Bắc – Nam phía Tây  | Đức Hòa – Mỹ An                    | Đức Hòa                        | Mỹ An (Đồng Tháp)               | 68                     | 6+2                            | Dự kiến khởi công trước 2030                                                                                                  | ,                              |
| Phân đoạn của Đường cao tốc Bắc – Nam phía Tây  | Phân đoạn của Đường cao tốc Bắc – Nam phía Tây  | Mỹ An – Cao Lãnh                   | Mỹ An                          | TP. Cao Lãnh (Đồng Tháp)        | 26                     | 6+2                            | Đang thi công | ,                              |
| Phân đoạn của Đường cao tốc Bắc – Nam phía Tây  | Phân đoạn của Đường cao tốc Bắc – Nam phía Tây  | Cao Lãnh – Lộ Tẻ                   | TP. Cao Lãnh                   | Lộ Tẻ (TP. Cần Thơ)             | 29                     | 6+2                            | Đang khai thác giai đoạn tiền cao tốc (4+2 làn xe). Đang thi công đạt chuẩn cao tốc, dự kiến hoàn thành 2025                  | ,                              |
| Phân đoạn của Đường cao tốc Bắc – Nam phía Tây  | Phân đoạn của Đường cao tốc Bắc – Nam phía Tây  | Lộ Tẻ – Rạch Sỏi                   | Lộ Tẻ                          | Rạch Sỏi (An Giang)             | 51                     | 6+2                            | Đang khai thác giai đoạn tiền cao tốc (4 làn xe). Đang thi công đạt chuẩn cao tốc, dự kiến hoàn thành 2025                    | ,                              |

#### Hệ thống đường cao tốc khu vực phía Bắc
| Ký hiệu                          | Tuyến cao tốc                                                              | Các đoạn tuyến       | Điểm đầu                                             | Điểm cuối                         | Chiều dài dự kiến (km) | Quy mô (làn xe)                                    | Trạng thái                                                           | Bổ trợ cho |
| -------------------------------- | -------------------------------------------------------------------------- | -------------------- | ---------------------------------------------------- | --------------------------------- | ---------------------- | -------------------------------------------------- | -------------------------------------------------------------------- | ---------- |
|                                  | Hà Nội – Hòa Bình – Sơn La – Điện Biên                                     | Đại lộ Thăng Long    | (Hà Nội)                                             | Nút giao Hòa Lạc (Hà Nội)         | 30                     | 6+2                                                | Đang khai thác                                                       |            |
| Hòa Lạc – Hòa Bình               | Hà Nội – Hòa Bình – Sơn La – Điện Biên                                     | Nút giao Hòa Lạc     | TP. Hòa Bình (Hoà Bình)                              | 32                                | 6+2                    | Đang khai thác giai đoạn tiền cao tốc (2+2 làn xe) |                                                                      |            |
| Hòa Bình – Mộc Châu              | Hà Nội – Hòa Bình – Sơn La – Điện Biên                                     | TP. Hòa Bình         | Mộc Châu (Sơn La)                                    | 83                                | 4+2                    | Đang thi công                                      |                                                                      |            |
| Mộc Châu – Sơn La                | Hà Nội – Hòa Bình – Sơn La – Điện Biên                                     | Mộc Châu             | TP. Sơn La (Sơn La)                                  | 105                               | 4+2                    | Dự kiến khởi công trước năm 2030                   |                                                                      |            |
| Sơn La – Điện Biên               | Hà Nội – Hòa Bình – Sơn La – Điện Biên                                     | TP. Sơn La           | Cửa khẩu Tây Trang (Điện Biên)                       | 200                               | 4+2                    | Dự kiến khởi công trước năm 2030                   | ,                                                                    |            |
|                                  | Hà Nội – Hải Phòng                                                         |                      | (Hà Nội)                                             | Cảng Đình Vũ (Hải Phòng)          | 105                    | 6+2                                                | Đang khai thác                                                       |            |
|                                  | Hà Nội – Lào Cai                                                           | Hà Nội – Yên Bái     | Đường Bắc Thăng Long, Nội Bài (Hà Nội)               | Trấn Yên (Lào Cai)                | 123                    | 6+2                                                | Đang khai thác giai đoạn 1 (4+2 làn xe)                              | ,          |
| Yên Bái – Lào Cai                | Hà Nội – Lào Cai                                                           | Trấn Yên             | Cửa khẩu Kim Thành (Lào Cai)                         | 141                               | 6+2                    | Đang khai thác giai đoạn 1 (2+2 làn xe)            | ,                                                                    |            |
|                                  | Hải Phòng – Hạ Long – Vân Đồn – Móng Cái                                   | Hải Phòng – Hạ Long  | Cầu Bạch Đằng (Hải Phòng)                            | TP. Hạ Long (Quảng Ninh)          | 25                     | 6+2                                                | Đang khai thác giai đoạn 1 (4+2 làn xe)                              | ,          |
| Hạ Long – Vân Đồn                | Hải Phòng – Hạ Long – Vân Đồn – Móng Cái                                   | TP. Hạ Long          | Vân Đồn (Quảng Ninh)                                 | 60                                | 6+2                    |                                                    | Đang khai thác giai đoạn 1 (4+2 làn xe)                              | ,          |
| Vân Đồn – Móng Cái               | Hải Phòng – Hạ Long – Vân Đồn – Móng Cái                                   | Vân Đồn              | Đường dẫn cầu Bắc Luân II, TP. Móng Cái (Quảng Ninh) | 90                                | 6+2                    |                                                    | Đang khai thác giai đoạn 1 (4+2 làn xe)                              | ,          |
|                                  | Hà Nội – Thái Nguyên – Bắc Kạn – Cao Bằng                                  | Hà Nội – Thái Nguyên | (Hà Nội)                                             | TP. Thái Nguyên (Thái Nguyên)     | 66                     | 6+2                                                | Đang khai thác giai đoạn 1 (4+2 làn xe)                              |            |
| Thái Nguyên – Chợ Mới            | Hà Nội – Thái Nguyên – Bắc Kạn – Cao Bằng                                  | TP. Thái Nguyên      | Chợ Mới (Thái Nguyên)                                | 40                                | 4+2                    | Đang khai thác giai đoạn tiền cao tốc (2+2 làn xe) |                                                                      |            |
| Chợ Mới – Bắc Kạn                | Hà Nội – Thái Nguyên – Bắc Kạn – Cao Bằng                                  | Chợ Mới              | TP. Bắc Kạn (Thái Nguyên)                            | 31                                | 4+2                    | Đang thi công                                      |                                                                      |            |
| Bắc Kạn – Cao Bằng               | Hà Nội – Thái Nguyên – Bắc Kạn – Cao Bằng                                  | TP. Bắc Kạn          | TP. Cao Bằng (Cao Bằng)                              | 90                                | 4+2                    | Dự kiến khởi công trước năm 2030                   |                                                                      |            |
|                                  | Ninh Bình – Hải Phòng                                                      |                      | (Ninh Bình)                                          | (Hải Phòng)                       | 117                    | 6+2                                                | Đang thi công                                                        |            |
|                                  | Nội Bài – Bắc Ninh – Hạ Long                                               | Nội Bài – Bắc Ninh   | (Hà Nội)                                             | TP. Bắc Ninh (Bắc Ninh)           | 30                     | 6+2                                                | Đang khai thác giai đoạn tiền cao tốc (4+2 làn xe), đi trùng với     |            |
| Bắc Ninh – Hải Dương             | Nội Bài – Bắc Ninh – Hạ Long                                               | TP. Bắc Ninh         | Quế Võ (Bắc Ninh)                                    | 22                                | 6+2                    | Đang thi công, trùng với tuyến nối                 |                                                                      |            |
| Hải Dương – Hạ Long              | Nội Bài – Bắc Ninh – Hạ Long                                               | Quế Võ               | Hạ Long (Quảng Ninh)                                 | 94                                | 6+2                    | Dự kiến khởi công trước năm 2030                   |                                                                      |            |
|                                  | Quảng Ninh – Lạng Sơn – Cao Bằng                                           | Tiên Yên – Đồng Đăng | Tiên Yên (Quảng Ninh)                                | Đồng Đăng (Lạng Sơn)              | 100                    | Dự kiến khởi công trước năm 2030                   | 4+2                                                                  | ,          |
| Đồng Đăng – Trà Lĩnh             | Quảng Ninh – Lạng Sơn – Cao Bằng                                           | Đồng Đăng            | Cửa khẩu Trà Lĩnh (Cao Bằng)                         | 115                               | 4+2                    | Đang thi công                                      |                                                                      | ,          |
|                                  | Phủ Lý – Nam Định                                                          | Phủ Lý – Nam Định    | TP. Phủ Lý (Ninh Bình)                               | TP. Nam Định (Ninh Biình)         | 25                     | 4+2                                                | Trên cơ sở nâng cấp Đại lộ Thiên Trường (), khởi công trước năm 2030 |            |
| Nam Định – Xuân Trường           | Phủ Lý – Nam Định                                                          | TP. Nam Định         | (Ninh Bình)                                          | 25                                | 4+2                    | Dự kiến khởi công sau năm 2030                     |                                                                      |            |
|                                  | Yên Bái – Hà Giang (tuyến nối đường cao tốc Hà Nội – Lào Cai với Hà Giang) |                      | IC.14, Mậu A (Lào Cai)                               | Việt Quang (Tuyên Quang)          | 81                     | 4+2                                                | Dự kiến khởi công trước năm 2030                                     |            |
|                                  | Bảo Hà – Lai Châu                                                          |                      | IC.16, Bảo Hà (Lào Cai)                              | Cửa khẩu Ma Lù Thàng (Lai Châu)   | 203                    | 4+2                                                | Dự kiến khởi công sau năm 2030                                       | ,          |
|                                  | Chợ Bến – Yên Mỹ                                                           | Chợ Bến – Hà Nam     | (Phú Thọ)                                            | (Ninh Bình)                       | 29                     | 4+2                                                | Dự kiến khởi công sau năm 2030                                       | ,          |
| Hà Nam – Yên Mỹ (tuyến nối với ) | Chợ Bến – Yên Mỹ                                                           | (Ninh Bình)          | (Hưng Yên)                                           | 16                                | 4+2                    | Đang khai thác giai đoạn tiền cao tốc              |                                                                      | ,          |
|                                  | Tuyên Quang – Hà Giang                                                     |                      | (Tuyên Quang)                                        | Cửa khẩu Thanh Thủy (Tuyên Quang) | 165                    | 4+2                                                | Đang thi công                                                        |            |
|                                  | Hưng Yên – Thái Bình                                                       |                      | (Hưng Yên)                                           | (Hưng Yên)                        | 70                     | 4+2                                                | Dự kiến khởi công trước năm 2030                                     |            |

#### Hệ thống đường cao tốc khu vực miền Trung – Tây Nguyên
| Ký hiệu           | Tuyến cao tốc                        | Các đoạn tuyến    | Điểm đầu                                              | Điểm cuối                     | Chiều dài dự kiến (km) | Quy mô (làn xe) | Trạng thái                                           | Bổ trợ cho |
| ----------------- | ------------------------------------ | ----------------- | ----------------------------------------------------- | ----------------------------- | ---------------------- | --------------- | ---------------------------------------------------- | ---------- |
|                   | Vinh – Thanh Thủy                    |                   | Cảng Cửa Lò (Nghệ An)                                 | Cửa khẩu Thanh Thủy (Nghệ An) | 85                     | 6+2             | Dự kiến khởi công trước năm 2030, có 1 đoạn đi trùng | , QL.46C,  |
|                   | Vũng Áng – Cha Lo                    |                   | Cảng Vũng Áng (Hà Tĩnh)                               | Cửa khẩu Cha Lo (Quảng Trị)   | 115                    | 4+2             | Dự kiến khởi công sau năm 2030                       | ,          |
|                   | Cam Lộ – Lao Bảo                     |                   | Triệu Phong (Quảng Trị)                               | Cửa khẩu Lao Bảo (Quảng Trị)  | 56                     | 4+2             | Dự kiến khởi công trước năm 2030                     |            |
|                   | Quy Nhơn – Pleiku – Lệ Thanh         | Quy Nhơn – Pleiku | An Nhơn (Gia Lai)                                     | TP. Pleiku (Gia Lai)          | 123                    | 4+2             | Dự kiến khởi công trước năm 2030                     |            |
| Pleiku – Lệ Thanh | Quy Nhơn – Pleiku – Lệ Thanh         | TP. Pleiku        | Cửa khẩu Lệ Thanh (Gia Lai)                           | 50                            | 4+2                    |                 | Dự kiến khởi công trước năm 2030                     |            |
|                   | Đà Nẵng – Thạnh Mỹ – Ngọc Hồi – Bờ Y |                   | TP. Đà Nẵng                                           | Cửa khẩu Bờ Y (Quảng Ngãi)    | 281                    | 4+2             | Dự kiến khởi công sau năm 2030, có 1 đoạn đi trùng   | ,          |
|                   | Quảng Nam – Quảng Ngãi               |                   | Cảng Dung Quất (Quảng Ngãi)                           | (Đà Nẵng)                     | 100                    | 4+2             | Dự kiến khởi công trước năm 2030                     | ,          |
|                   | Phú Yên – Đắk Lắk                    |                   | Cảng Bãi Gốc (Đắk Lắk)                                | Cửa khẩu Đắk Ruê (Đắk Lắk)    | 220                    | 4+2             | Dự kiến khởi công trước năm 2030                     |            |
|                   | Khánh Hòa – Buôn Ma Thuột            |                   | Nút giao và (đường vào cảng Nam Vân Phong, Khánh Hòa) | (TP. Buôn Ma Thuột, Đắk Lắk)  | 130                    | 4+2             | Đang thi công                                        |            |
|                   | Nha Trang – Liên Khương              |                   | (Khánh Hòa)                                           | (Lâm Đồng)                    | 103                    | 4+2             | Dự kiến khởi công trước năm 2030                     | ,          |
|                   | Liên Khương – Buôn Ma Thuột          |                   | (Lâm Đồng)                                            | (TP. Buôn Ma Thuột, Đắk Lắk)  | 115                    | 4+2             | Dự kiến khởi công trước năm 2030                     |            |
|                   | Quảng Ngãi – Kon Tum                 |                   | (TX. Đức Phổ, Quảng Ngãi)                             | (Quảng Ngãi)                  | 136                    | 4+2             | Dự kiến khởi công trước năm 2030                     |            |

#### Hệ thống đường cao tốc khu vực phía Nam
| Ký hiệu                 | Tuyến cao tốc                                 | Các đoạn tuyến                                   | Điểm đầu                                     | Điểm cuối                       | Chiều dài dự kiến (km)     | Quy mô (làn xe)                                                       | Trạng thái                                                    | Bổ trợ cho |
| ----------------------- | --------------------------------------------- | ------------------------------------------------ | -------------------------------------------- | ------------------------------- | -------------------------- | --------------------------------------------------------------------- | ------------------------------------------------------------- | ---------- |
|                         | Dầu Giây – Liên Khương – Đà Lạt               | Dầu Giây – Tân Phú                               | Dầu Giây (Đồng Nai)                          | Tân Phú (Đồng Nai)              | 60                         | 4+2                                                                   | Đang thi công                                                 |            |
| Tân Phú – Bảo Lộc       | Dầu Giây – Liên Khương – Đà Lạt               | Tân Phú                                          | TP. Bảo Lộc (Lâm Đồng)                       | 67                              | Dự kiến khởi công năm 2025 | 4+2                                                                   |                                                               |            |
| Bảo Lộc – Liên Khương   | Dầu Giây – Liên Khương – Đà Lạt               | TP. Bảo Lộc                                      | Đức Trọng (Lâm Đồng)                         | 74                              | Đang thi công              | 4+2                                                                   |                                                               |            |
| Liên Khương – Đà Lạt    | Dầu Giây – Liên Khương – Đà Lạt               | Đức Trọng                                        | Chân đèo Prenn, Đà Lạt (Lâm Đồng)            | 19                              | Đang khai thác             | 4+2                                                                   |                                                               |            |
|                         | Biên Hòa – Vũng Tàu                           | Biên Hòa – Long Thành                            | Đường tránh Biên Hòa (Đồng Nai)              | Long Thành (Đồng Nai)           | 17                         | 6+2                                                                   | Đang thi công                                                 |            |
| Long Thành – Tân Hiệp   | Biên Hòa – Vũng Tàu                           | Long Thành                                       | Tân Hiệp, Long Thành (Đồng Nai)              | 13                              | 8+2                        |                                                                       | Đang thi công                                                 |            |
| Tân Hiệp – Bà Rịa       | Biên Hòa – Vũng Tàu                           | Tân Hiệp, Long Thành                             | Hòa Long, TP. Bà Rịa (Thành phố Hồ Chí Minh) | 24                              | 6+2                        |                                                                       | Đang thi công                                                 |            |
|                         | Thành phố Hồ Chí Minh – Long Thành – Dầu Giây | Thành phố Hồ Chí Minh – Long Thành               | TP.Thủ Đức (Thành phố Hồ Chí Minh)           | Long Thành (Đồng Nai)           | 14                         | 12+2                                                                  | Đang khai thác giai đoạn 1 (4+2 làn xe) Đang thi công mở rộng |            |
| Long Thành – Thống Nhất | Thành phố Hồ Chí Minh – Long Thành – Dầu Giây | Long Thành                                       | Thống Nhất (Đồng Nai)                        | Đi trùng                        | Đi trùng                   | Đi trùng                                                              |                                                               |            |
| Thống Nhất – Dầu Giây   | Thành phố Hồ Chí Minh – Long Thành – Dầu Giây | Thống Nhất                                       | Dầu Giây (Đồng Nai)                          | 14                              | 10+2                       | Đang khai thác giai đoạn 1 (4+2 làn xe) Khởi công nâng cấp năm 2025   |                                                               |            |
|                         | Thành phố Hồ Chí Minh – Chơn Thành – Hoa Lư   | Thành phố Hồ Chí Minh – Thủ Dầu Một – Chơn Thành | An Phú, Thuận An (Thành phố Hồ Chí Minh)     | Chơn Thành (Đồng Nai)           | 60                         | 6+2                                                                   | Đang thi công                                                 |            |
| Chơn Thành – Hoa Lư     | Thành phố Hồ Chí Minh – Chơn Thành – Hoa Lư   | Chơn Thành                                       | Cửa khẩu Hoa Lư (Đồng Nai)                   | 70                              | 6+2                        | Dự kiến khởi công trước năm 2030                                      |                                                               |            |
|                         | Thành phố Hồ Chí Minh – Mộc Bài               |                                                  | Củ Chi (Thành phố Hồ Chí Minh)               | Bến Cầu (Tây Ninh)              | 50                         | 6+2                                                                   | Dự kiến khởi công năm 2026                                    |            |
|                         | Gò Dầu – Xa Mát                               |                                                  | Gò Dầu (Tây Ninh)                            | Cửa khẩu Xa Mát (Tây Ninh)      | 65                         | 4+2                                                                   | Dự kiến khởi công trước năm 2030                              |            |
|                         | Thành phố Hồ Chí Minh – Sóc Trăng             |                                                  | Nhà Bè (Thành phố Hồ Chí Minh)               | TP. Sóc Trăng (Cần Thơ)         | 150                        | 4+2                                                                   | Dự kiến khởi công sau năm 2030                                | ,          |
|                         | Châu Đốc – Cần Thơ – Sóc Trăng                |                                                  | Châu Đốc (An Giang)                          | Cảng Trần Đề (Cần Thơ)          | 191                        | 6+2                                                                   | Đang thi công                                                 | ,          |
|                         | Hà Tiên – Rạch Giá – Bạc Liêu                 | Hà Tiên – Rạch Giá                               | Cửa khẩu Hà Tiên (An Giang)                  | TP. Rạch Giá (An Giang)         | 100                        | 4+2                                                                   | Dự kiến khởi công năm 2025                                    | ,          |
| Rạch Giá – Bạc Liêu     | Hà Tiên – Rạch Giá – Bạc Liêu                 | TP. Rạch Giá                                     | TP. Bạc Liêu (Cà Mau)                        | 112                             | 4+2                        | Dự kiến khởi công sau năm 2030                                        |                                                               | ,          |
|                         | Hồng Ngự – Trà Vinh                           | Dinh Bà – Cao Lãnh                               | Cửa khẩu Dinh Bà, Tân Hồng (Đồng Tháp)       | ĐT.856 TP. Cao Lãnh (Đồng Tháp) | 68                         | 4+2                                                                   | Dự kiến khởi công trước năm 2030                              | ,          |
| Cao Lãnh – An Hữu       | Hồng Ngự – Trà Vinh                           | ĐT.856 TP. Cao Lãnh                              | An Thái Trung, Cái Bè (Đồng Tháp)            | 30                              | 4+2                        | Đang thi công                                                         |                                                               | ,          |
| An Hữu – Định An        | Hồng Ngự – Trà Vinh                           | An Thái Trung, Cái Bè                            | Cảng Định An (Vĩnh Long)                     | 90                              | 4+2                        | Chiều dài không tính đoạn đi trùng ; dự kiến khởi công trước năm 2030 |                                                               | ,          |
|                         | Cà Mau – Đất Mũi                              |                                                  | TP. Cà Mau (Cà Mau)                          | Ngọc Hiển (Cà Mau)              | 90                         | 4+2                                                                   | Dự kiến khởi công trước năm 2030                              | ,          |

#### Hệ thống đường cao tốc vành đai đô thị
| Ký hiệu | Tuyến cao tốc                      | Điểm đầu                                | Điểm cuối                               | Chiều dài dự kiến (km)                | Quy mô (làn xe) | Trạng thái | Bổ trợ cho           |
| ------- | ---------------------------------- | --------------------------------------- | --------------------------------------- | ------------------------------------- | --------------- | --- | -------------------- |
|         | Vành đai 3 (Hà Nội)                | Đường Bắc Thăng Long – Nội Bài (Hà Nội) | Đường Bắc Thăng Long – Nội Bài (Hà Nội) | 55 (không bao gồm đoạn đi trùng )     | 6+2             | Đang khai thác đoạn Bắc Thăng Long – Nút giao , các đoạn còn lại khởi công sau năm 2030                               | Vành đai 2 (Hà Nội), |
|         | Vành đai 4 (Hà Nội)                | Hà Nội                                  | Bắc Ninh                                | 103 (không bao gồm đoạn đi trùng và ) | 6+2             | Đang thi công | ,                    |
|         | Vành đai 5 (Hà Nội)                | Km 367 + 100 Đường Hồ Chí Minh (Hà Nội) | trùng với điểm đầu                      | 272 (không bao gồm đoạn đi trùng )    | 6+2             | Dự kiến khởi công trước năm 2030 đoạn qua Phú Thọ (Hoà Bình cũ), các đoạn còn lại khởi công sau năm 2030              | ,                    |
|         | Vành đai 3 (Thành phố Hồ Chí Minh) | Nhơn Trạch (Đồng Nai)                   | Bến Lức (Tây Ninh)                      | 92 (không bao gồm đoạn đi trùng )     | 8+2             | Đang khai thác tiền cao tốc đoạn Đường tỉnh 25B - Long Trường và Tân Vạn – Bình Chuẩn, các đoạn còn lại đang thi công | Vành đai 2 (TP.HCM)  |
|         | Vành đai 4 (Thành phố Hồ Chí Minh) | Phú Mỹ (Đồng Nai)                       | Cảng Hiệp Phước (Thành phố Hồ Chí Minh) | 207                                   | 8+2             | Đang thi công đoạn qua Thành phố Hồ Chí Minh (Bình Dương cũ), các đoạn còn lại khởi công trước hoặc sau năm 2030      |                      |

### Quy hoạch đường cao tốc năm 2015
Đây là danh sách tất cả đường cao tốc của Việt Nam được quy hoạch từ năm 2015 đến năm 2021.
| Ký hiệu                         | Tên tuyến                                        | Chiều dài (km) | Điểm đầu                                                                             | Điểm cuối | Ghi chú |
| ------------------------------- | ------------------------------------------------ | -------------- | ------------------------------------------------------------------------------------ | --- | --- |
|                                 | Bắc – Nam phía Đông                              | 1.811          | Hà Nội                                                                               | Cần Thơ | Đã hoàn thành nhiều đoạn |
| Đường cao tốc thuộc             | Pháp Vân – Cầu Giẽ                               | 30             | Nút giao Pháp Vân, Hoàng Mai, Hà Nội                                                 | Nút giao Cầu Giẽ, Phú Xuyên, Hà Nội                                                                                   | Đã hoàn thành, riêng đoạn Cao Bồ – Mai Sơn hiện đang được thi công mở rộng |
| Đường cao tốc thuộc             | Cầu Giẽ – Ninh Bình                              | 65             | Nút giao Cầu Giẽ, Phú Xuyên, Hà Nội                                                  | Nút giao Mai Sơn, Yên Mô, Ninh Bình                                                                                   | Đã hoàn thành, riêng đoạn Cao Bồ – Mai Sơn hiện đang được thi công mở rộng |
| Đường cao tốc thuộc             | Ninh Bình – Thanh Hóa                            | 106            | Cao tốc Cầu Giẽ – Ninh Bình tại Mai Sơn, Yên Mô, Ninh Bình                           | Ngã ba Trường Thịnh, Tĩnh Gia, Thanh Hóa                                                                              | Đã hoàn thành, riêng đoạn Cao Bồ – Mai Sơn hiện đang được thi công mở rộng |
| Đường cao tốc thuộc             | Thanh Hóa – Hà Tĩnh                              | 99             | Ngã ba Trường Thịnh, Tĩnh Gia, Thanh Hóa                                             | Quốc lộ 8 tại Đức Thịnh, Đức Thọ, Hà Tĩnh                                                                             | Đã hoàn thành, riêng đoạn Cao Bồ – Mai Sơn hiện đang được thi công mở rộng |
| Đường cao tốc thuộc             | Hà Tĩnh – Quảng Bình                             | 148            | Quốc lộ 8 tại Thanh Bình Thịnh, Đức Thọ, Hà Tĩnh                                     | Tỉnh lộ 2B tại Cự Nẫm, Bố Trạch, Quảng Bình                                                                           | Đã hoàn thành đoạn từ Bãi Vọt đến Vũng Áng và đoạn từ Bùng đến Vạn Ninh; các đoạn còn lại đang xây dựng |
| Đường cao tốc thuộc             | Quảng Bình – Quảng Trị                           | 119            | Nam cầu Bùng, Cự Nẫm, Bố Trạch, Quảng Bình                                           | Quốc lộ 9 tại Nút giao Vĩnh An, Cam Lộ, Quảng Trị                                                                     | Đã hoàn thành đoạn từ Bãi Vọt đến Vũng Áng và đoạn từ Bùng đến Vạn Ninh; các đoạn còn lại đang xây dựng |
| Đường cao tốc thuộc             | Quảng Trị – Đà Nẵng                              | 176            | Vĩnh An, Cam Lộ, Quảng Trị                                                           | Nút giao Túy Loan, Hòa Vang, Đà Nẵng                                                                                  | Đã hoàn thành, riêng đoạn Hòa Liên – Túy Loan hiện đang được thi công trên cơ sở nâng cấp Quốc lộ 1 lên chuẩn cao tốc 4 làn xe và đoạn La Sơn – Hòa Liên hiện đang thi công mở rộng, đi trùng với                                                     |
| Đường cao tốc thuộc             | Đà Nẵng – Quảng Ngãi                             | 127            | Túy Loan, Hòa Vang, Đà Nẵng                                                          | Đường vành đai quy hoạch thành phố Quảng Ngãi, Nghĩa Kỳ, Tư Nghĩa, Quảng Ngãi                                         | Đã hoàn thành, riêng đoạn Hòa Liên – Túy Loan hiện đang được thi công trên cơ sở nâng cấp Quốc lộ 1 lên chuẩn cao tốc 4 làn xe và đoạn La Sơn – Hòa Liên hiện đang thi công mở rộng, đi trùng với                                                     |
| Đường cao tốc thuộc             | Quảng Ngãi – Bình Định                           | 157            | Đường vành đai quy hoạch thành phố Quảng Ngãi, Nghĩa Kỳ, Tư Nghĩa, Quảng Ngãi        | tại Nút giao Nhơn Hòa, An Nhơn, Bình Định                                                                             | Đã hoàn thành Hầm Cù Mông, Hầm Đèo Cả và đoạn từ Nha Trang đến nút giao Vạn Giã; các đoạn còn lại đang xây dựng |
| Đường cao tốc thuộc             | Bình Định – Nha Trang                            | 216            | tại Nút giao Nhơn Hòa, An Nhơn, Bình Định                                            | Tỉnh lộ 65–22 tại Nút giao Diên Thọ, Diên Khánh, Khánh Hòa                                                            | Đã hoàn thành Hầm Cù Mông, Hầm Đèo Cả và đoạn từ Nha Trang đến nút giao Vạn Giã; các đoạn còn lại đang xây dựng |
| Đường cao tốc thuộc             | Nha Trang – Phan Thiết                           | 229            | Tỉnh lộ 65–22 tại Nút giao Diên Thọ, Diên Khánh, Khánh Hòa                           | tại Phú Long, Hàm Thuận Bắc, Bình Thuận                                                                               | Đã hoàn thành Đoạn Thành phố Hồ Chí Minh – Long Thành – Dầu Giây có điểm bắt đầu thực tế (Km 0) được tính theo chiều ngược lại là chiều thi công của cao tốc này. Được tách ra thành tuyến cao tốc độc lập với ký hiệu CT.29 theo quy hoạch năm 2021. |
| Đường cao tốc thuộc             | Phan Thiết – Dầu Giây                            | 99             | tại Phú Long, Hàm Thuận Bắc, Bình Thuận                                              | Đường cao tốc Thành phố Hồ Chí Minh – Long Thành – Dầu Giây tại Sông Nhạn, Cẩm Mỹ, Đồng Nai (nút giao thông Dầu Giây) | Đã hoàn thành Đoạn Thành phố Hồ Chí Minh – Long Thành – Dầu Giây có điểm bắt đầu thực tế (Km 0) được tính theo chiều ngược lại là chiều thi công của cao tốc này. Được tách ra thành tuyến cao tốc độc lập với ký hiệu CT.29 theo quy hoạch năm 2021. |
| Đường cao tốc thuộc             | Thành phố Hồ Chí Minh – Long Thành – Dầu Giây    | 55,7           | và tại Nút giao Dầu Giây, Thống Nhất, Đồng Nai                                       | Đại lộ Mai Chí Thọ tại Nút giao An Phú, Quận 2, Thành phố Hồ Chí Minh                                                 | Đã hoàn thành Đoạn Thành phố Hồ Chí Minh – Long Thành – Dầu Giây có điểm bắt đầu thực tế (Km 0) được tính theo chiều ngược lại là chiều thi công của cao tốc này. Được tách ra thành tuyến cao tốc độc lập với ký hiệu CT.29 theo quy hoạch năm 2021. |
| Đường cao tốc thuộc             | Bến Lức – Long Thành                             | 58             | Long Thành, Đồng Nai                                                                 | tại Bến Lức, Long An                                                                                                  | Đang xây dựng đoạn cầu Bình Khánh và gói thầu A6, A7, đoạn còn lại dự kiến sẽ triển khai trong giai đoạn 2021 – 2025. Tuyến đường có điểm bắt đầu thực tế (Km 0) được tính theo chiều ngược lại là chiều thi công của cao tốc này.                    |
| Đường cao tốc thuộc             | Thành phố Hồ Chí Minh – Trung Lương              | 50             | Nút giao Tân Tạo, Bình Chánh, Thành phố Hồ Chí Minh                                  | Đường cao tốc Trung Lương – Mỹ Thuận tại Thân Cửu Nghĩa, Châu Thành, Tiền Giang                                       | Đã hoàn thành |
| Đường cao tốc thuộc             | Trung Lương – Mỹ Thuận                           | 51             | Đường cao tốc Bến Lức – Trung Lương tại Thân Cửu Nghĩa, huyện Châu Thành, Tiền Giang | tại An Thái Trung, huyện Châu Thành, Tiền Giang                                                                       | Đã hoàn thành |
| Đường cao tốc thuộc             | Mỹ Thuận – Cần Thơ                               | 23             | tại thành phố Vĩnh Long, Vĩnh Long                                                   | tại cầu Chà Và, thị xã Bình Minh, Vĩnh Long                                                                           | Đã hoàn thành |
|                                 | Bắc – Nam phía Tây                               | 1.269          | Phú Thọ                                                                              | Kiên Giang | Đang xây dựng một số đoạn |
| Đường cao tốc thuộc             | Đoan Hùng – Chợ Bến                              | 130            | Phú Thọ                                                                              | Hòa Bình | Dự kiến xây dự án trong giai đoạn 2025 – 2030 |
| Đường cao tốc thuộc             | Chợ Bến – Tân Kỳ                                 | 235            | Hòa Bình                                                                             | Nghệ An | Dự kiến xây dự án trong giai đoạn 2025 – 2030 |
| Đường cao tốc thuộc             | Tân Kỳ – Khe Cò                                  | 84             | Nghệ An                                                                              | Hà Tĩnh | Dự kiến xây dự án trong giai đoạn 2025 – 2030 |
| Đường cao tốc thuộc             | Khe Cò – Can Lộc                                 | 32             | Hà Tĩnh                                                                              | Hà Tĩnh | Dự kiến xây dự án trong giai đoạn 2025 – 2030 |
| Đường cao tốc thuộc             | Hà Tĩnh – Quảng Bình (Can Lộc – Bùng)            | 145            | Quốc lộ 8 tại Đức Thịnh, Đức Thọ, Hà Tĩnh                                            | Tỉnh lộ 2B tại Cự Nẫm, Bố Trạch, Quảng Bình                                                                           | Đang xây dựng, đi trùng với |
| Đường cao tốc thuộc             | Quảng Bình – Quảng Trị (Bùng – Cam Lộ)           | 117            | Nam cầu Bùng, Cự Nẫm, Bố Trạch, Quảng Bình                                           | Quốc lộ 9 tại Nút giao Vĩnh An, Cam Lộ, Quảng Trị                                                                     | Đang xây dựng, đi trùng với |
| Đường cao tốc thuộc             | Quảng Trị – Đà Nẵng (Cam Lộ – Túy Loan)          | 182            | Vĩnh An, Cam Lộ, Quảng Trị                                                           | Nút giao Túy Loan, Hòa Vang, Đà Nẵng                                                                                  | Đã hoàn thành đoạn Cam Lộ – Hòa Liên, đoạn Hoà Liên – Túy Loan hiện đang được thi công trên cơ sở nâng cấp Quốc lộ 1 lên chuẩn cao tốc 4 làn xe, đi trùng với                                                                                         |
| Đường cao tốc thuộc             | Đà Nẵng – Ngọc Hồi                               | 220            | Đà Nẵng                                                                              | Kon Tum | Dự kiến xây dự án trong giai đoạn 2025 – 2030 |
| Đường cao tốc thuộc             | Bờ Y – Ngọc Hồi – Pleiku                         | 111            | Kon Tum                                                                              | Gia Lai | Dự kiến xây dự án trong giai đoạn 2025 – 2030 |
| Đường cao tốc thuộc             | Pleiku – Chơn Thành                              | 404            | Gia Lai                                                                              | Bình Phước | Dự kiến xây dự án trong giai đoạn 2025 – 2030 |
| Đường cao tốc thuộc             | Chơn Thành – Đức Hòa                             | 84             | Bình Phước                                                                           | Nút giao tại Km 82 + 574, giao với đường tỉnh ĐT 825 và tuyến tránh Hậu Nghĩa (Đức Hòa, Long An)                      | Đang thi công |
| Đường cao tốc thuộc             | Đức Hòa – Mỹ An                                  | 81             | Long An                                                                              | Đồng Tháp | Trên cơ sở nâng cấp Quốc lộ N2 lên chuẩn cao tốc 4 làn xe sau năm 2030 |
| Đường cao tốc thuộc             | Mỹ An – Cao Lãnh                                 | 26             | Đồng Tháp                                                                            | Đồng Tháp | Dự kiến sẽ triển khai trong giai đoạn 2021 – 2025 |
| Đường cao tốc thuộc             | Cao Lãnh – Rạch Sỏi                              | 84             | Nút giao đường dẫn cầu Cao Lãnh với tại huyện Cao Lãnh, Đồng Tháp                    | Tuyến tránh TP Rạch Giá (huyện Châu Thành, Kiên Giang)                                                                | Đã hoàn thành giai đoạn 1 |
|                                 | Hà Nội – Lạng Sơn                                | 143            | Hà Nội                                                                               | Lạng Sơn | Đã hoàn thành đoạn Hà Nội – Chi Lăng (Lạng Sơn), hiện đang thi công đoạn Hữu Nghị – Chi Lăng Sáp nhập thành một phần của CT.01 theo quy hoạch năm 2021                                                                                                |
|                                 | Hà Nội – Hải Phòng                               | 106            | Hà Nội                                                                               | Hải Phòng | Đã hoàn thành |
|                                 | Hà Nội – Lào Cai                                 | 264            | Hà Nội                                                                               | Lào Cai | Yên Bái – Lào Cai: đã hoàn thành giai đoạn 1 |
|                                 | Nội Bài – Hạ Long – Móng Cái                     | 304            | Hà Nội                                                                               | Quảng Ninh | Đã hoàn thành đoạn Hà Nội – Bắc Ninh và Hạ Long – Móng Cái Chuyển đoạn Hà Nội – Hạ Long thành CT.09 (mới) và sáp nhập đoạn Hải Phòng – Hạ Long từ CT.09 (cũ) theo quy hoạch năm 2021                                                                  |
|                                 | Hà Nội – Thái Nguyên                             | 70             | Hà Nội                                                                               | Thái Nguyên | Đã hoàn thành đoạn Hà Nội – Thái Nguyên – Chợ Mới Kéo dài tuyến đường đến Cao Bằng theo quy hoạch năm 2021 |
| Thái Nguyên – Chợ Mới – Bắc Kạn | 43                                               | Bắc Kạn        | Bắc Kạn                                                                              | | Đã hoàn thành đoạn Hà Nội – Thái Nguyên – Chợ Mới Kéo dài tuyến đường đến Cao Bằng theo quy hoạch năm 2021 |
|                                 | Hà Nội – Hòa Bình                                | 56             | Hà Nội                                                                               | Hòa Bình | Láng – Hòa Lạc: đã hoàn thành toàn bộ Hòa Lạc – Hòa Bình: đã hoàn thành giai đoạn 1 Chuyển toàn tuyến thành CT.03 (mới) và kéo dài tuyến đường đến Điện Biên theo quy hoạch năm 2021                                                                  |
|                                 | Ninh Bình – Hải Phòng – Quảng Ninh               | 160            | Ninh Bình                                                                            | Quảng Ninh | Đã hoàn thành đoạn Hải Phòng – Hạ Long Chuyển đoạn Hải Phòng – Hạ Long sáp nhập vào CT.06 và chuyển đoạn còn lại thành CT.08 (mới) theo quy hoạch năm 2021                                                                                            |
|                                 | Hồng Lĩnh – Hương Sơn                            | 34             | Hà Tĩnh                                                                              | Hà Tĩnh | Hủy bỏ dự án và bị loại khỏi quy hoạch năm 2021. |
|                                 | Cam Lộ – Lao Bảo                                 | 70             | Quảng Trị                                                                            | Quảng Trị | Chuyển toàn tuyến thành CT.19 (mới) theo quy hoạch năm 2021 |
|                                 | Quy Nhơn – Pleiku                                | 160            | Bình Định                                                                            | Gia Lai | Chuyển toàn tuyến thành CT.20 (mới) và kéo dài tuyến đường đến cửa khấu Lệ Thanh theo quy hoạch năm 2021 |
|                                 | Biên Hòa – Vũng Tàu                              | 76             | Đồng Nai                                                                             | Bà Rịa – Vũng Tàu | Đang xây dựng Chuyển toàn tuyến thành CT.28 theo quy hoạch năm 2021 |
|                                 | Dầu Giây – Đà Lạt                                | 220            | Đồng Nai                                                                             | Lâm Đồng | Đã hoàn thành toàn bộ đoạn Liên Khương – Prenn Dầu Giây – Liên Khương: sẽ đầu tư xây dựng trước năm 2025 Chuyển toàn tuyến thành CT.27 theo quy hoạch năm 2021                                                                                        |
|                                 | Thành phố Hồ Chí Minh – Thủ Dầu Một – Chơn Thành | 69             | Thành phố Hồ Chí Minh                                                                | Bình Phước | Chuyển toàn tuyến thành CT.30 và kéo dài tuyến đường đến cửa khấu Hoa Lư theo quy hoạch năm 2021 |
|                                 | Thành phố Hồ Chí Minh – Mộc Bài                  | 55             | Thành phố Hồ Chí Minh                                                                | Tây Ninh | Chuyển toàn tuyến thành CT.31 theo quy hoạch năm 2021 |
|                                 | Châu Đốc – Cần Thơ – Sóc Trăng                   | 200            | An Giang                                                                             | Sóc Trăng | Đang xây dựng Chuyển toàn tuyến thành CT.34 theo quy hoạch năm 2021 |
|                                 | Hà Tiên – Rạch Giá – Bạc Liêu                    | 225            | Kiên Giang                                                                           | Bạc Liêu | Chuyển toàn tuyến thành CT.35 theo quy hoạch năm 2021 |
|                                 | Cần Thơ – Cà Mau                                 | 150            | Cần Thơ                                                                              | Cà Mau | Đang xây dựng Sáp nhập thành một phần của CT.01 theo quy hoạch năm 2021 |
|                                 | Vành đai 3 (Hà Nội)                              | 55             | Hà Nội                                                                               | Hà Nội | Chuyển toàn tuyến thành CT.37 theo quy hoạch năm 2021 |
|                                 | Vành đai 4 (Hà Nội)                              | 125            | Hà Nội, Vĩnh Phúc, Hưng Yên, Bắc Ninh, Bắc Giang                                     | Hà Nội, Vĩnh Phúc, Hưng Yên, Bắc Ninh, Bắc Giang                                                                      | Đang xây dựng Chuyển toàn tuyến thành CT.38 theo quy hoạch năm 2021 |
|                                 | Vành đai 3 (Thành phố Hồ Chí Minh)               | 89             | Thành phố Hồ Chí Minh, Bình Dương, Đồng Nai, Long An                                 | Thành phố Hồ Chí Minh, Bình Dương, Đồng Nai, Long An                                                                  | Đang xây dựng Chuyển toàn tuyến thành CT.40 theo quy hoạch năm 2021 |